# Niphona ornata
Niphona ornata là một loài bọ cánh cứng trong họ Cerambycidae.